# Czarni Radom w poszczególnych sezonach

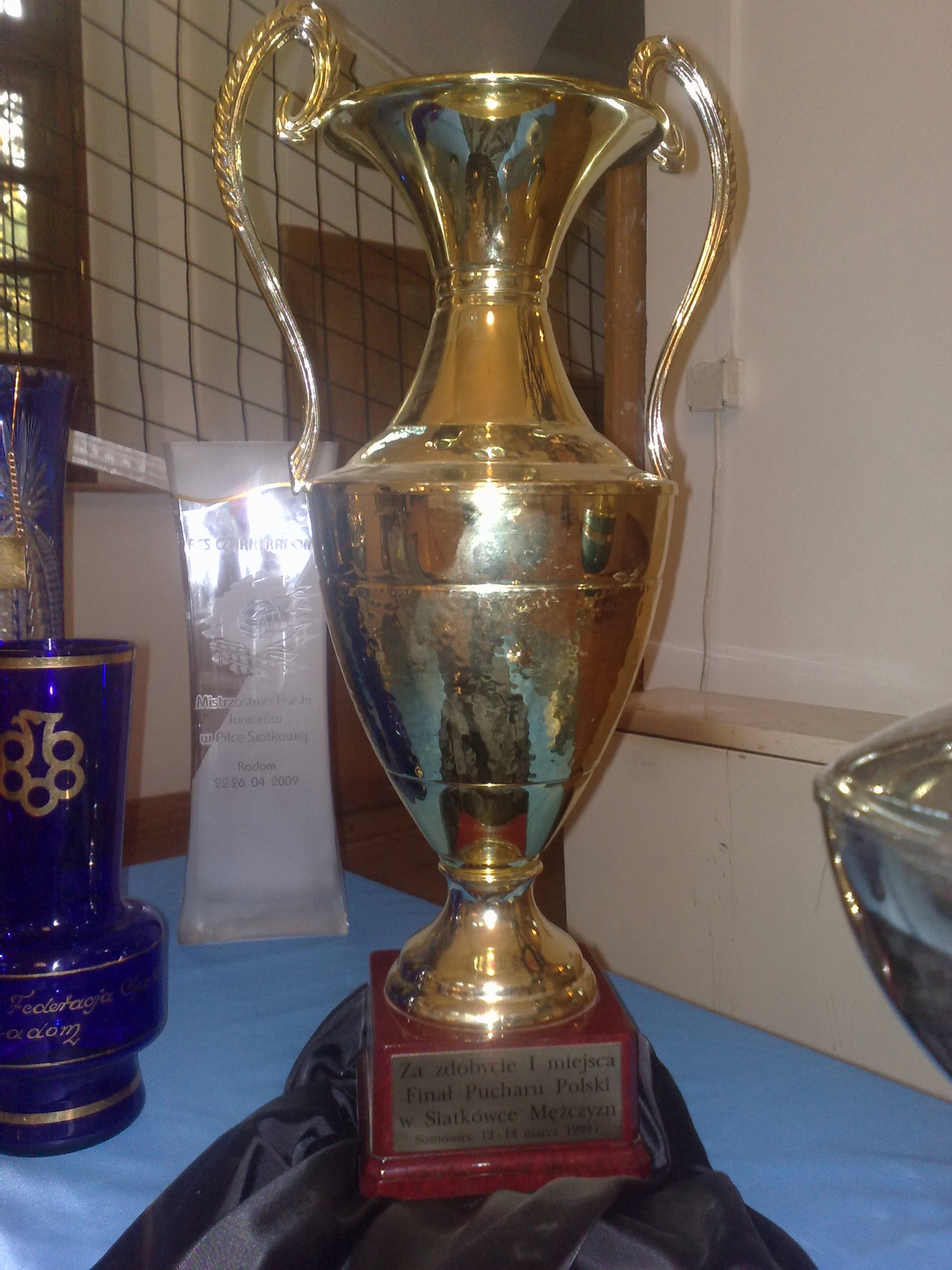
Puchar Polski zdobyty przez Czarnych w 1999

WKS Czarni Radom SA to polski profesjonalny klub siatkarski z siedzibą w Radomiu. Został założony w 1921, a dwa lata później przekształcił się w Wojskowy Klub Sportowy "Czarni". Dopiero w 1957 po raz pierwszy do rozgrywek został zgłoszony zespół siatkarzy, gdyż początkowo wiodącą sekcją była piłka nożna. W 1994 Czarni Radom sięgnęli po pierwszy w historii brązowy medal mistrzostw Polski, a sukces ten powtórzyli rok później. W 1999 zdobyli historyczny Puchar Polski, a w następnym sezonie zadebiutowali w Pucharze Europy Zdobywców Pucharów. W sezonie 2001/02 z powodu problemów finansowych w trakcie rozgrywek drużynę opuściło 7 najlepszych zawodników. Osłabiony zespół nie był w stanie utrzymać się w Polskiej Lidze Siatkówki, w związku z czym po 18 latach gry w najwyższej klasie ligowej po raz pierwszy w swojej historii spadł do niższej ligi. Rok później został radomski klub został zlikwidowany.

## Historia
Powołanie klubu nastąpiło w 1921 po rozłamie w sekcji piłki nożnej Kordian Radomskiego Towarzystwa Sportowego. Część sportowców wystąpiła ze struktur stowarzyszenia, tworząc klub Czarni. 2 lata później klub, zyskując coraz większą sympatię władz wojskowych stacjonującego w Radomiu 72 Pułku Piechoty, przekształcił się w Wojskowy Klub Sportowy Czarni. Początkowo jego działalność sprowadzała się wyłącznie do sekcji piłki nożnej, ale z czasem klub rozszerzył swoje struktury. Dopiero w 1957 zarząd zgłosił do rozgrywek mistrzowskich sekcję męskiej siatkówki. Zespół oparty na podchorążych Oficerskiej Szkoły Lotniczej im. Żwirki i Wigury w Radomiu wystartował w nich dopiero sezon później. Drużyna zajęła 2. miejsce w rozgrywkach kieleckiej klasy A, po czym została wycofana z rozgrywek i dopiero w 1965 stworzono siatkarzom nowe perspektywy rozwoju. W tym samym czasie został oddany do użytku klubowy ośrodek sportowy przy ul. Lubelskiej pozwolił na wznowienie działalności.
W 1979 prowadzony przez Jana Skorżyńskiego zespół awansował do II ligi. Historyczny sukces odniosła drużyna oparta na własnych wychowankach, uczniach radomskich szkół średnich i kilku żołnierzach odbywających służbę wojskową w Radomiu. W sezonie 1983/84 Czarni Radom wywalczyli historyczny awans do ekstraklasy, w której występowali później nieprzerwanie przez 18 sezonów. W 1994 pod wodzą trenera Walerija Jarużnyja Czarni sięgnęli po pierwszy w historii brązowy medal. Sukces powtórzyli rok później pod kierunkiem szkoleniowca Jacka Skroka. Uchwałą walnego zgromadzenia z 26 września 1997 przekształcono klub w jednosekcyjny i zmieniono nazwę na Warka Strong Club Czarni Radom. Pozyskanie strategicznego sponsora, Browarów Warka, wiązało się z dużymi nadziejami. W 1999 klub osiągnął największy sukces w swojej historii. Ekipa pod wodzą Edwarda Skorka sięgnęła po Puchar Polski. W kolejnym sezonie radomianie reprezentowali Polskę w europejskim Pucharze Zdobywców Pucharów, ale swój udział w rozgrywkach zakończyli na fazie grupowej.
Upadek klubu nastąpił w 2001. Tuż przed startem do sezonu ze sponsorowania strategicznego wycofały się Browary Warka, a nowy sponsor Nordea nie wywiązywał się z podjętych wcześniej zobowiązań. W rezultacie jeszcze w trakcie sezonu zespół opuściło 7 najlepszych zawodników. Osłabiona do granic absurdu drużyna nie była w stanie utrzymać się w ekstraklasie. 14 kwietnia 2002 Czarni po raz pierwszy w historii klubu spadli do niższej klasy rozgrywek. W sezonie 2002/03 byli jeszcze obecni na sportowej mapie Polski, występując na zapleczu ekstraklasy i kończąc rozgrywki na 4. miejscu.

## Sezony

### Liga niezawodowa
| Sezon   | Liga           | Liga | Liga | Liga | Liga | Liga | Liga | Liga | Puchar Polski | Europa | Europa | Najlepiej punktujący | Najlepiej punktujący |
| Sezon   | Klasa ligowa   | Poz. | M    | Z    | P    | SZ   | SS4  | Pkt. | Puchar Polski | Europa | Europa | Nazwisko             | Pkt.                 |
| ------- | -------------- | ---- | ---- | ---- | ---- | ---- | ---- | ---- | ------------- | ------ | ------ | -------------------- | -------------------- |
| 1979/80 | II liga        |      |      |      |      |      |      |      |               |        |        |                      |                      |
| 1980/81 | II liga        |      |      |      |      |      |      |      |               |        |        |                      |                      |
| 1981/82 | II liga        | 2.   |      |      |      |      |      |      |               |        |        |                      |                      |
| 1982/83 | II liga        | 2.   | 36   | 33   | 3    |      |      |      |               |        |        |                      |                      |
| 1983/84 | II liga ↑      | 1.   |      |      |      |      |      |      |               |        |        |                      |                      |
| 1984/85 | I liga seria A | 5.   | 28   | 18   | 10   | 63   | 48   | 46   |               |        |        |                      |                      |
| 1985/86 | I liga seria A | 5.   | 28   | 18   | 10   | 63   | 48   | 46   |               |        |        |                      |                      |
| 1986/87 | I liga seria A | 6.   | 36   | 15   | 21   | 54   | 77   | 51   |               |        |        |                      |                      |
| 1987/88 | I liga seria A | 4.   | 36   | 19   | 17   | 74   | 65   | 55   |               |        |        |                      |                      |
| 1988/89 | I liga seria A | 5.   | 21   | 11   | 10   | 40   | 36   | 32   |               |        |        |                      |                      |
| 1989/90 | I liga seria A | 5.   | 22   | 12   | 10   | 47   | 36   | 34   |               |        |        |                      |                      |
| 1990/91 | I liga seria A | 5.   | 26   | 15   | 11   | 53   | 44   | 41   |               |        |        |                      |                      |
| 1991/92 | I liga seria A | 5.   | 34   | 18   | 16   | 63   | 60   | 52   |               |        |        |                      |                      |
| 1990/91 | I liga seria A | 8.   | 37   | 14   | 23   | 57   | 82   | 51   |               |        |        |                      |                      |
| 1993/94 | I liga seria A | 3.   | 44   | 28   | 16   | 98   | 71   | 72   |               |        |        |                      |                      |
| 1994/95 | I liga seria A | 3.   | 40   | 19   | 21   | 77   | 80   | 59   |               |        |        |                      |                      |
| 1995/96 | I liga seria A | 6.   | 40   | 16   | 24   | 56   | 86   | 56   |               |        |        |                      |                      |
| 1996/97 | I liga seria A | 5.   | 40   | 17   | 23   | 63   | 88   | 57   |               |        |        |                      |                      |
| 1998/99 | I liga seria A | 5.   | 30   | 18   | 12   | 68   | 53   | 48   |               |        |        |                      |                      |
| 1999/00 | I liga seria A | 7.   | 30   | 15   | 15   | 55   | 61   | 45   |               |        |        |                      |                      |

### Era PlusLigi
| Sezon   | Liga                            | Liga                            | Liga                            | Liga                            | Liga                            | Liga                            | Liga                            | Liga                            | Puchar Polski                   | Europa                          | Europa                          | Najlepiej punktujący            | Najlepiej punktujący            |
| Sezon   | Klasa ligowa                    | Poz.                            | M                               | Z                               | P                               | SZ                              | SS4                             | Pkt.                            | Puchar Polski                   | Europa                          | Europa                          | Nazwisko                        | Pkt.                            |
| ------- | ------------------------------- | ------------------------------- | ------------------------------- | ------------------------------- | ------------------------------- | ------------------------------- | ------------------------------- | ------------------------------- | ------------------------------- | ------------------------------- | ------------------------------- | ------------------------------- | ------------------------------- |
| 2000/01 | PLS                             | 4.                              | 29                              | 16                              | 13                              | 62                              | 58                              | 45                              |                                 |                                 |                                 |                                 |                                 |
| 2001/02 | PLS ↓                           | 10.                             | 24                              | 7                               | 17                              | 31                              | 59                              | 22                              |                                 |                                 |                                 |                                 |                                 |
| 2002/03 | I liga seria B                  | 4.                              |                                 |                                 |                                 |                                 |                                 |                                 |                                 |                                 |                                 |                                 |                                 |
| 2003-07 | Czarni Radom przestali istnieć. | Czarni Radom przestali istnieć. | Czarni Radom przestali istnieć. | Czarni Radom przestali istnieć. | Czarni Radom przestali istnieć. | Czarni Radom przestali istnieć. | Czarni Radom przestali istnieć. | Czarni Radom przestali istnieć. | Czarni Radom przestali istnieć. | Czarni Radom przestali istnieć. | Czarni Radom przestali istnieć. | Czarni Radom przestali istnieć. | Czarni Radom przestali istnieć. |
| 2007/08 | II liga, gr. 4                  | 5.                              |                                 |                                 |                                 |                                 |                                 |                                 |                                 |                                 |                                 |                                 |                                 |
| 2008/09 | II liga, gr. 4                  | 2.                              |                                 |                                 |                                 |                                 |                                 |                                 |                                 |                                 |                                 |                                 |                                 |
| 2009/10 | II liga, gr. 3                  | 3.                              |                                 |                                 |                                 |                                 |                                 |                                 |                                 |                                 |                                 |                                 |                                 |
| 2010/11 | II liga, gr. 4                  | 4.                              |                                 |                                 |                                 |                                 |                                 |                                 |                                 |                                 |                                 |                                 |                                 |
| 2011/12 | II liga, gr. 3 ↑                | 1.                              |                                 |                                 |                                 |                                 |                                 |                                 |                                 |                                 |                                 |                                 |                                 |
| 2012/13 | I liga ↑                        | 1.                              |                                 |                                 |                                 |                                 |                                 |                                 |                                 |                                 |                                 |                                 |                                 |
| 2013/14 | PlusLiga                        | 7.                              |                                 |                                 |                                 |                                 |                                 |                                 |                                 |                                 |                                 |                                 |                                 |
| 2014/15 | PlusLiga                        |                                 |                                 |                                 |                                 |                                 |                                 |                                 |                                 |                                 |                                 |                                 |                                 |
|         |                                 |                                 |                                 |                                 |                                 |                                 |                                 |                                 |                                 |                                 |                                 |                                 |                                 |